# Цвиркунов, Василий Васильевич
Василий Васильевич Цвиркунов (укр. Василь Васильович Цвіркунов; 21 декабря 1917, Киев — 20 ноября 2000, Киев) — украинский советский кинематографист, организатор кинопроизводства, киновед.
Заслуженный деятель искусств Украины (1993). Академик Академии искусств Украины (1997). Член Союза кинематографистов Украины.

## Биография
Родился в крестьянской семье.
В 1938 году окончил филологический факультет Ворошиловградского педагогического института.
С 1938 по 1941 гг. работал учителем и директором сельской школы.
Участник Великой Отечественной войны.
В 1945 - 1953 гг. - начальник спецшколы Военно-воздушных сил.
В 1953 - 1955 гг. был секретарем Ворошиловградского горкома КПУ, ответственным секретарем журнала "Коммунист Украины".
В 1959 году окончил аспирантуру Академии общественных наук при ЦК КПСС.
С 1962 по 1973 год возглавлял Киевскую киностудию имени Довженко.
В 1973 году Цвиркунова уволили с директорской должности. Пленум ЦК КПУ решительно осудил «этнографические наклонности» киностудии.
Впоследствии работал старшим научным сотрудником и заведующим отделом киноведения Института искусствоведения, фольклористики и этнологии имени М. Ф. Рыльского.
С 1987 года преподавал в Киевском государственном институте театрального искусства имени И. К. Карпенко-Карого.
В последние годы жизни сильно болел, пережил несколько инсультов.
Скончался от сердечной недостаточности 20 ноября 2000 года. Похоронен на Байковом кладбище (участок № 49а).

## Семья
- Жена - Лина Костенко - советская и украинская писательница-шестидесятница, поэтесса, общественный деятель[3].
- сын - Василий (1969 г.р.), программист, живет и работает в США[4].